# وواهیچکا (فلوریدا)
وواهیچکا (به انگلیسی: Wewahitchka) شهری در شهرستان گالف ایالت فلوریدا است که در سال ۱۹۵۹ بنیان‌گذاری شده‌است. این شهر طبق سرشماری سال ۲۰۱۰ میلادی، ۱٬۹۸۱ نفر جمعیت داشته و مساحت آن نیز ۱۹٫۳ کیلومتر مربع است.